# Брож, Гизела
Гизела Брож (нем. Gisela Antonia Brož, 4 апреля 1865 — 28 января 1944) — австрийско-американская артистка цирка.

## Биография
Гизела Брож родилась в Вене в 1865 г. Её родителями были сапожник Иосиф Брож и его жена Мария.
Она училась в монастырской школе в Трансильвании, а когда ей было 15 лет, то познакомилась с Лаурой и Джоном Мадиганами, которые в это время гастролировали в Вене с цирком Крембсера. Мадиганы взяли её приёмной дочерью, и она вместе с родной дочерью Лауры 13-летней Хедвигой (более известной как Эльвира Мадиган) научилась делать трюки на канате.
Девочки исполняли уникальные цирковые номера на двух канатах, один над другим, которые стали сенсацией, и юные артистки как «Дочери воздуха» много лет выполняли эти номера в цирках и варьете по всей Европе. В 1886 г. девочки исполняли свой номер в Копенгагене перед датской королевской семьёй в парке Тиволи, и король Кристиан IX подарил им по золотому кресту. Там же в Копенгагене Гизела познакомилась с немецким цирковым артистом Александром Браацем, обручилась с ним. В следующем году она покинула Мадиганов, и в 1888 г. в Лондоне вышла за Александра замуж.
Александр и Гизела уехали в США, где с братом Александра и другим его родственником создали музыкальную группу клоунов Barra Troupe, с которой гастролировали по США и Европе. В 1894 г. Гизела и её муж получили американское гражданство. В их браке родились двое детей: Элис (в 1888 г.) и Уолтер (1891 г.)
В 1914 г. Александр умер, а Гизела прожила в Нью-Йорке вдовой до своей кончины в 1944 г.